# Internationale politieke economie
Internationale politieke economie (IPE) is een academische discipline in de sociale wetenschappen. Het analyseert internationale betrekkingen in combinatie met politieke economie. Als interdisciplinair veld gebruikt het vele disciplines, voornamelijk politicologie en economie, maar ook sociologie, geschiedenis, en culturele studies. De academische grenzen van IPE zijn flexibel en onderwerp van debat. 
Internationale politieke economie draait om de manier waarop politieke machten (staten, instituties, individuele spelers etc.) het economische systeem beïnvloeden en om de effecten van economische interacties op politieke structuren en gevolgen. Hierbij spelen zowel nationale als internationale factoren een rol.
Internationaal politiek economen staan in het midden van het debat over globalisering, zowel in populaire als academische sferen. Andere onderwerpen die veel aandacht krijgen van IPE-wetenschappers zijn internationale handel, ontwikkeling, de relatie tussen democratie en de markt, internationaal kapitaalverkeer, wereldmarkten, multinationals en internationale economische problemen, en de structurele machtsbalans tussen landen en instituten. In tegenstelling tot conventionele internationale betrekkingen wordt macht uitgedrukt in zowel economische als politieke termen, die op een complexe manier met elkaar verbonden zijn.
In Nederland kan IPE als universitaire masterspecialisatie bestudeerd worden aan de Rijksuniversiteit Groningen en de Radboud Universiteit.

## Oorsprong van het vak
IPE ontwikkelde zich als een heterodoxe benadering van internationale betrekkingen toen in de jaren zeventig de oliecrisis en de teneergang van het Bretton Woods-systeem academici, voornamelijk in de Verenigde Staten, alarmeerde over de belang en zwakte van de economische funderingen van de wereldorde. IPE-academici beweerden dat eerdere studies van internationale betrekkingen te veel nadruk legden op recht, politiek en diplomatie. Tegelijkertijd werd de neoklassieke economie als te abstract en ahistorisch beschouwd. Voortbouwend op historische sociologie, bestuurskunde en economische geschiedenis, stelde IPE een fusie voor van economische en politieke analyses. Op deze manier protesteerden IPE-academici, zowel marxisten als liberalen, tegen het te grote vertrouwen van westerse sociale wetenschap in de territoriale staat als de eenheid van analyse in plaats van het internationale systeem.

## Theorieën en stromingen
Thomas Oatley definieert drie dominante perspectieven in IPE: economisch liberalisme, mercantilisme en structuralisme. In de praktijk is de academische gemeenschap niet zo rechtlijnig verdeeld, maar bestaan er veel verschillende niches waarin academici zich specialiseren. Daarnaast bestaat er een uitgebreide gemeenschap die ‘critical theory’ levert, waarbij normatieve kritiek centraal staat.

#### Hegemoniale stabiliteitstheorie
Deze vroege stroming van IPE kent aanhangers in Charles Kindleberger, Robert Keohane, Robert Gilpin, Stephen Krasner. Het uitgangspunt is dat een dominante staat nodig is om een open internationale economisch systeem te laten ontstaan. Kindleberger bestudeerde collectieve actie problemen, terwijl Gilpin en Krasner naar prikkels van staten en onderhandelingen tussen staten keken.

#### Realisme
Deze stroming uit de discipline van internationale betrekking heeft ook zijn weerslag in IPE. Het houdt in dat staten de kern vormen van het internationale politieke en economische systeem. Robert Keohane en Stephen Krasner staan bekend om hun aandacht voor regime-types en instituten. Mercantilisme, of economisch nationalisme, bestudeert de manieren hoe staten hun macht proberen te vergroten.

#### Structuralisme
Dit perspectief heeft een oorsprong in neo-marxisme, omdat het de vorming van groepen onder invloed van economische structuren bestudeert. Sociologische methodologieën spelen een belangrijke rol in de onderzoeken. Susan Strange en Robert W. Cox hebben de belangrijke fundamenten gelegd voor de rol van dit perspectief in IPE.

#### Amerikaanse vs. Britse IPE
Benjamin Cohen verdeelt de historie van het onderzoeksveld van IPE onder in een Amerikaanse versus een Britse school. De Amerikanen Robert Gilpin, Peter Katzenstein, Robert Keohane, Charles Kindleberger en Stephen Krasner hanteren een meer positivistische methodologie en een interesse in de staat en marktwerking. De Britse school met Robert W. Cox en Susan Strange kiest een meer sociaal wetenschappelijke methodologie en sociaal-maatschappelijke onderwerpen. Er bestaat echter een grote diversiteit tussen de wetenschappers in Amerika.

## Voorname IPE-wetenschappers
- Robert Bates
- Jagdish Bhagwati
- Benjamin Cohen
- Theodore Cohn
- Robert W. Cox
- Barry Eichengreen
- Peter B. Evans
- Jeffry Frieden
- Francis Fukuyama
- Geoffrey Garrett

- Peter A. Hall
- Gary Gereffi
- Stephen Gill
- Robert Gilpin
- Peter J. Katzenstein
- Robert Keohane
- Stephen D. Krasner
- David A. Lake
- Helen Milner
- Jonathan Nitzan

- Joseph Nye
- Thomas Oatley
- Robert Putnam
- Ronald Rogowski
- John Ruggie
- Beth Simmons
- Susan Strange
- Immanuel Wallerstein
- Duncan Wood
- Ngaire Woods

## Onderzoeksthema’s
Internationaal politiek economen staan in het midden van het debat over globalisering. Veel van de onderzochte onderwerpen betreffen globalisering of uitkomsten daarvan. Ook bestaat veel literatuur uit het vergelijken van economische systemen tussen landen. Concrete onderwerpen die veel aandacht krijgen van IPE-wetenschappers zijn internationale handel en kapitaalverkeer, ontwikkeling, multinationals, internationale economische problemen zoals klimaatverandering, en de structurele machtsbalans tussen landen en instituten.

Vooraanstaande wetenschappelijke tijdschriften waarin IPE-onderzoeken gepubliceerd worden, zijn de volgenden:
- International Organization
- Foreign Affairs
- World Politics
- Review of International Political Economy
- New Political Economy
- Journal of Political Economy